# Syneurycope parallela
Syneurycope parallela là một loài chân đều trong họ Munnopsidae. Loài này được Hansen miêu tả khoa học năm 1916.